# Доња Стефанина
Доња Стефанина (грч. Κάτω Στεφανινά, Като Стефанина) је насељено место у општини Бешичко Језеро у периферији Средишња Македонија, Грчка. Према попису из 2021. године било је 33 становника.
Доња Стефанина се води као посебно насеље од 2002. године.